# Luscosmodicum beaveri
Luscosmodicum beaveri är en skalbaggsart som beskrevs av Martins 1970. Luscosmodicum beaveri ingår i släktet Luscosmodicum och familjen långhorningar. Inga underarter finns listade i Catalogue of Life.